# Dysphania plantaginella
Dysphania plantaginella är en amarantväxtart som beskrevs av Ferdinand von Mueller. Dysphania plantaginella ingår i släktet doftmållor, och familjen amarantväxter. Inga underarter finns listade i Catalogue of Life.